# ساوت بروس پنیسولا
ساوت بروس پنیسولا (به انگلیسی: South Bruce Peninsula) یک منطقهٔ مسکونی در کانادا است که در شهرستان بروس واقع شده‌است. ساوت بروس پنیسولا ۸٬۴۱۳ نفر جمعیت دارد.